# Naomi Folkard
Naomi Folkard, född 18 september 1983, är en brittisk bågskytt. Han deltog vid olympiska sommarspelen 2004, 2008, 2012, 2016 och 2020.